# Messier 13
Messier 13 eller NGC 6205, även kallad "Herkuleshopen"', är en klotformig stjärnhop i Herkules stjärnbild och är en av flera klotformiga stjärnhopar i den norra hemisfären. 

## Identifiering och synlighet
Messier 13 upptäcktes av Edmond Halley 1714 och katalogiserades av Charles Messier den 1 juni 1764 i hans lista över objekt som inte skulle misstas för att vara kometer.
Stjärnhopen är synlig under hela året från breddgrader över 36° norr, med längst synlighet under norra halvklotets vår och sommar.
Avståndet från jorden till Messier 13 är 22 000 - 25 000 ljusår och dess diameter är ca 160 ljusår. Den har en skenbar magnitud av 5,8 och en absolut magnitud av -8,7. Den kan observeras med blotta ögat vid god seeing och är lätt att se i små teleskop.
En vanlig handkikare visar Herkuleshopen som en rund ljusfläck. Teleskop med minst 4-tums objektivöppning gör det möjligt att upplösa stjärnorna i hopens ytterkanter som små ljuspunkter. Endast större teleskop tillåter dock att stjärnor löses längre in mot mitten av hopen. Den totala utstrålningen av stjärnorna i Messier 13 motsvarar 300 000 solar.

## Egenskaper
Messier 13 är ca 145 ljusår i diameter och består av flera hundra tusen stjärnor, varav den ljusaste är en röd jätte, den variabla stjärnan V11, även känd som V1554 Herculis, med en skenbar magnitud av 11,95.
Enstaka stjärnor i Messier 13 upplöstes första gången 1779. Jämfört med stjärnorna i närheten av solen, är stjärnorna av denna stjärnhop mer än hundra gånger tyngre. De är så tätt packade tillsammans att de ibland kolliderar och producerar nya stjärnor. De nybildade, unga stjärnorna, så kallade "blå eftersläntrare", är särskilt intressanta för astronomer.
Arecibo-meddelandet från 1974, som innehöll kodad information om mänskligheten, DNA, atomnummer, jordens position och annan information, utsändes från Arecibo-observatoriets radioteleskop mot Messier 13 som ett experiment i syfte att kontakta potentiella utomjordiska civilisationer i stjärnhopen. Den flyttas genom rymden under transittiden och åsikterna går isär om huruvida den kommer att kunna ta emot meddelandet när det anländer.